# فريدريك كروكر
فريدريك كروكر (بالإنجليزية: Frederick Crocker) هو دبلوماسي وصحفي وضابط أمريكي، ولد في 1821، وتوفي في 1911.